# (7210) Darius
(7210) Darius es un asteroide que forma parte del cinturón de asteroides y fue descubierto por Ingrid van Houten-Groeneveld, Cornelis Johannes van Houten y Tom Gehrels el 24 de septiembre de 1960 desde el observatorio del Monte Palomar, Estados Unidos.

## Designación y nombre
Darius recibió al principio la designación de 6555 P-L. Fue llamado así por el rey persa Darío I, el Grande (550-486 a. C.), quien se convirtió en rey después de la muerte de Cambises II y se casó con dos hijas de Ciro II. Su espléndido palacio en Persépolis fue destruido por Alejandro Magno. Darío fue derrotado por los griegos en la batalla de Maratón en el 490 a. C. y murió mientras preparaba una nueva campaña contra ellos.

## Características orbitales
Darius orbita a una distancia media del Sol de 2,839 ua, pudiendo alejarse hasta 2,848 ua y acercarse hasta 2,829 ua. Su inclinación orbital es 3,010 grados y la excentricidad 0,003. Emplea 1746,89 días en completar una órbita alrededor del Sol.
Pertenece a la familia de asteroides de (158) Koronis.

## Características físicas
La magnitud absoluta de Darius es 12,91. Tiene 8,250 km de diámetro y su albedo se estima en 0,237.